# The West Point Story
 The West Point Story és una pel·lícula musical americana de Roy Del Ruth, estrenada el 1950.

## Argument
Un director de Broadway ajuda els cadets de l'Acadèmia Militar dels Estats Units en un espectacle, ajudat per dues senyores i un assortit de complicacions.

## Repartiment
- James Cagney: Elwin 'Bix' Bixby
- Virginia Mayo: Eve Dillon
- Doris Day: Jan Wilson
- Gordon MacRae: Tom Fletcher
- Gene Nelson: Hal Courtland
- Alan Hale Jr.: Bull Gilbert
- Roland Winters: Harry Eberhart
- Raymond Roe: La « dona » de Bixby
- Wilton Graff: Tinent Coronel Martin
- Jerome Cowan: M. Jocelyn